# Oropycnodus ponsortii
Oropycnodus ponsortii è un pesce osseo estinto, appartenente ai picnodontiformi. Visse nel Paleocene inferiore (circa 65 - 62 milioni di anni fa) e i suoi resti fossili sono stati ritrovati in Francia.

## Descrizione
Come tutti i suoi simili quali Pycnodus e Nursallia, questo pesce possedeva un corpo compresso lateralmente, quasi discoidale e molto alto. Le dimensioni si aggiravano intorno ai 15 - 20 centimetri di lunghezza. Oropycnodus possedeva alcune autapomorfie: osso opercolare estremamente ridotto, quasi a forma di barra; cloaca con scaglia bifida più numerose scaglie a forma di virgola; tacca post-cloacale presente. Oltre a queste caratteristiche uniche, Oropycnodus era dotato anche di una combinazione unica di caratteri derivati, che includevano l'apice dorsale posto nel punto di inserzione della pinna dorsale e l'apice ventrale presente prima del punto di inserzione della pinna anale, il peduncolo caudale non differenziato, la forma tubolare di tutti gli infraorbitali, denti vomerini dal contorno ovale, crenulazioni sui denti vomerini e prearticolari occasionalmente presenti ma deboli, l'ultima spina neurale che non supporta i raggi ridotti della pinna caudale, 60 o più assonosti dorsali, pinne dorsale e anale arrotondate anteriormente, 50 o più assonosti anali, la presenza di un urodermico, la presenza di quattro/sei spine sulle scaglie della chiglia ventrale, spine su ciascuna scaglia ventrale della chiglia a contatto l'una con l'altra, due scaglie ventrali post-cloacali e due scaglie cloacali anteriori modificate. 

## Classificazione
Oropycnodus è un rappresentante dei picnodontidi, la famiglia di pesci picnodontiformi comprendente anche il genere eponimo Pycnodus e numerose altre forme note dal Giurassico all'Eocene. In particolare, sembra che Oropycnodus fosse un membro derivato della famiglia, all'interno della sottofamiglia Pycnodontinae. 

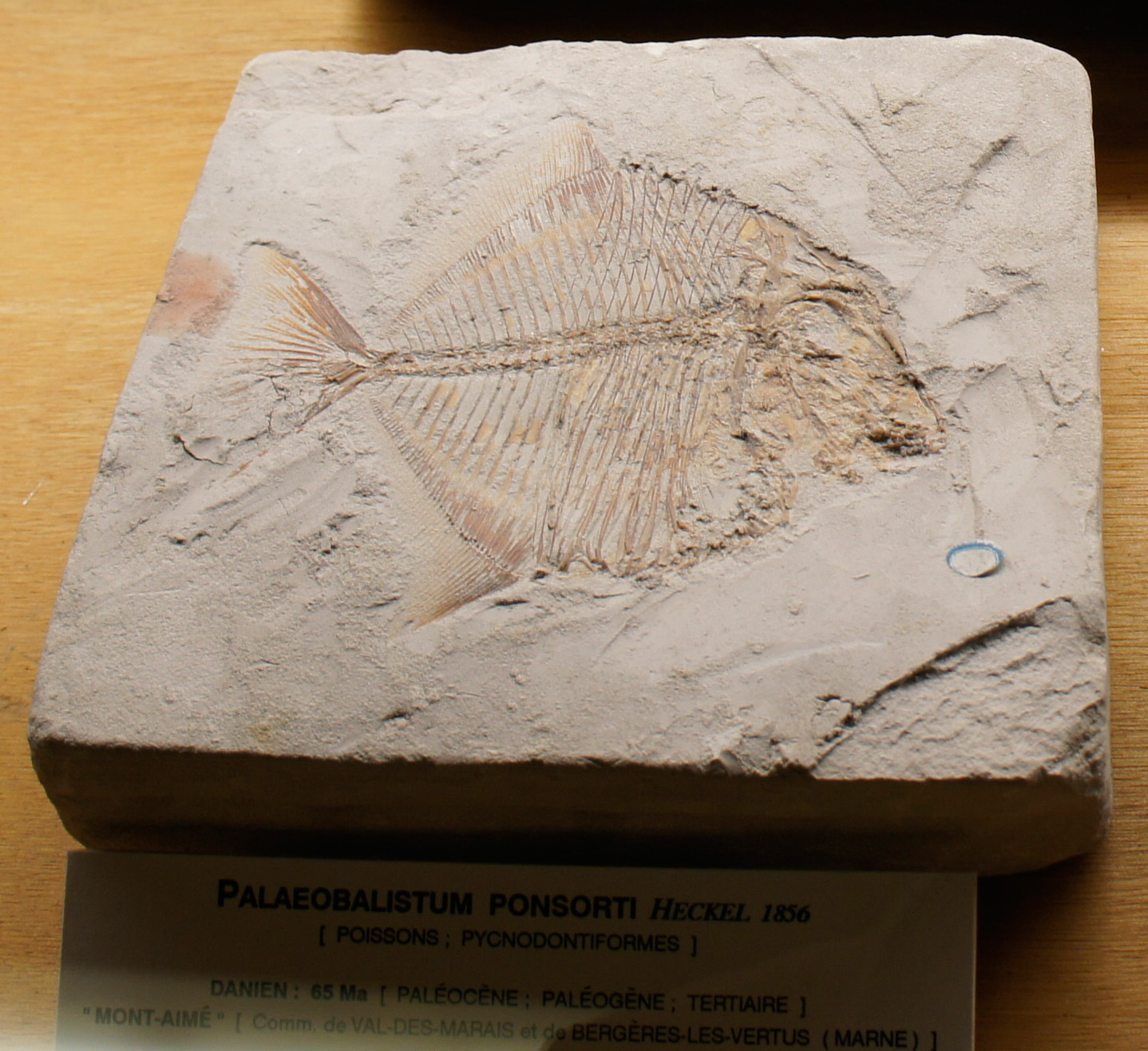
Fossile di Oropycnodus ponsortii

Il genere Oropycnodus venne istituito nel 2002, nell'ambito di uno studio riguardante i pesci picnodonti, per accogliere una specie precedentemente descritta come Palaeobalistum ponsortii, descritta inizialmente da Heckel nel 1856 sulla base di fossili ritrovati nella zona di Mont Aimé (Chalons-sur-Marne) in Francia.